# V. Antef
V. Antef (uralkodási név: Szehemré-Wepmaat) az ókori egyiptomi XVII. dinasztia fáraója. Thébában uralkodott a második átmeneti kor idején, amikor Egyiptom északi részét a hükszoszok tartották megszállva. Uralkodása valószínűleg nem volt túl hosszú, kb. két évig tarthatott (i. e. 1573?–1571).
Számozása a szakirodalomban nem egységes; előfordul V. Antef és VI. Antef néven is.
Sírját nem találták meg, de valószínűleg a Dirá Abu-l-Naga-i nekropoliszban volt, ahol fivére, Nubheperré Antef sírját 2001-ben megtalálták. Itt került elő piramisának 60° dőlésszögű piramidionja, melyen szerepelnek a fáraó nevei. Ma a piramidion a British Museumban található (BM EA 478). Risi stílusú koporsóját a 19. században találták meg, a rajta szereplő felirat szerint fivére, Nubheperré Antef király adományozta a temetkezéshez, így ő lehetett az utódja.
Szehemré-Wepmaat Antef és Nubheperré Antef egy Szobekemszaf nevű király fiai voltak, ezt egy Gebel-Antef-i, XVII. dinasztiabeli templomban talált ajtókeretdarab feliratáról tudni. Apjuk Kim Ryholt szerint II. Szobekemszaf, aki I. Szobekemszaf után uralkodott, Aidan Dodson viszont II. Szobekemszafot későbbre helyezi a dinasztiában, és I. Szobekemszaf fiának tartja a két Antefet.

## Titulatúra
A fáraók titulatúrájának magyarázatát és történetét lásd az Ötelemű titulatúra szócikkben.
| G5 |

| G5 |

| F13 | p · Z10 | U4 | D36 · t |

| F13 | p · Z10 | U4 | D36 · t |

| F13 | p · Z10 | U4 | D36 · t |

| F13 | p · Z10 | U4 | D36 · t |

| G5 |

| G5 |

| F13 | p · Z10 | U4 | D36 · t |

| F13 | p · Z10 | U4 | D36 · t |

| F13 | p · Z10 | U4 | D36 · t |

| F13 | p · Z10 | U4 | D36 · t |

| M23 | L2 |

| M23 | L2 |

| N5 | Y8 | F13 | p · Z10 | U4 | D36 · t |

| N5 | Y8 | F13 | p · Z10 | U4 | D36 · t |

| N5 | Y8 | F13 | p · Z10 | U4 | D36 · t |

| N5 | Y8 | F13 | p · Z10 | U4 | D36 · t |

| N5 | Y8 | F13 | p · Z10 | U4 | D36 · t |

| N5 | Y8 | F13 | p · Z10 | U4 | D36 · t |

| N5 | Y8 | F13 | p · Z10 | U4 | D36 · t |

| N5 | Y8 | F13 | p · Z10 | U4 | D36 · t |

| M23 | L2 |

| M23 | L2 |

| N5 | Y8 | F13 | p · Z10 | U4 | D36 · t |

| N5 | Y8 | F13 | p · Z10 | U4 | D36 · t |

| N5 | Y8 | F13 | p · Z10 | U4 | D36 · t |

| N5 | Y8 | F13 | p · Z10 | U4 | D36 · t |

| N5 | Y8 | F13 | p · Z10 | U4 | D36 · t |

| N5 | Y8 | F13 | p · Z10 | U4 | D36 · t |

| N5 | Y8 | F13 | p · Z10 | U4 | D36 · t |

| N5 | Y8 | F13 | p · Z10 | U4 | D36 · t |

| G39 | N5 | \| \| |
|     |    |       |

|  |

| G39 | N5 | \| \| |
|     |    |       |

|  |

| W25 | n&t&f | O29V |

| W25 | n&t&f | O29V |

| W25 | n&t&f | O29V |

| W25 | n&t&f | O29V |

| W25 | n&t&f | O29V |

| W25 | n&t&f | O29V |

| W25 | n&t&f | O29V |

| W25 | n&t&f | O29V |

| G39 | N5 | \| \| |
|     |    |       |

|  |

| G39 | N5 | \| \| |
|     |    |       |

|  |

| W25 | n&t&f | O29V |

| W25 | n&t&f | O29V |

| W25 | n&t&f | O29V |

| W25 | n&t&f | O29V |

| W25 | n&t&f | O29V |

| W25 | n&t&f | O29V |

| W25 | n&t&f | O29V |

| W25 | n&t&f | O29V |